# Bicaubittacus
Bicaubittacus is een geslacht van schorpioenvliegen (Mecoptera) uit de familie hangvliegen (Bittacidae).

## Soorten
Bicaubittacus omvat de volgende soorten:
- Bicaubittacus appendiculatus (Esben-Petersen), 1927
- Bicaubittacus burmanus Tjeder, 1974
- Bicaubittacus longiprocessus (Huang & Hua, 2005)
- Bicaubittacus mengyangicus Tan & Hua, 2009
- Bicaubittacus sonani (Issiki, 1929)
- Bicaubittacus yangi Tan & Hua, 2009